# جيف بارنت
جيف بارنت (بالإنجليزية: Geoff Barnett)‏ هو لاعب كرة قدم بريطاني، ولد في 16 أكتوبر 1946 في نورثويتش ‏ في المملكة المتحدة. شارك مع منتخب إنجلترا تحت 21 سنة لكرة القدم. أما مع النوادي، فقد لعب مع نادي أرسنال ونادي إيفرتون.